# Церива, Сиприан
Сиприан Хатидане Церива (англ. Cyprian Hatidane Tseriwa; 16 января 1937, Солсбери — 13 марта 2023, Хараре) — южнородезийский легкоатлет, выступавший в беге на длинные дистанции и марафонском беге. Участник летних Олимпийских игр 1960 года.

## Биография
Сиприан Церива родился 16 января 1937 года в южнородезийском городе Солсбери (сейчас Хараре в Зимбабве).
Работал учителем в англиканском колледже в окрестностях Марондеры.
В 1960 году вошёл в состав сборной Южной Родезии на летних Олимпийских играх в Риме. В беге на 5000 метров занял в полуфинале предпоследнее, 10-е место, показав результат 15 минут 2,8 секунды и уступив 56,6 секунды попавшему в финал с 3-го места Олби Томасу из Австралии. В беге на 10 000 метров занял предпоследнее, 28-е место при четырёх сошедших с дистанции с результатом 30.47,80, уступив 2 минуты 15,62 секунды завоевавшему золото Петру Болотникову из СССР. Также был заявлен в марафонском беге, но не вышел на старт.
С 1961 года работал спортивным инструктором на шахте Ванки, где тренировал других легкоатлетов из Южной Родезии.
Умер 13 марта 2023 года в Хараре в клинике Авенюс.

## Личные рекорды
- Бег на 5000 метров — 14.28,7 (1960)[6]
- Бег на 10 000 метров — 30.47,8 (8 сентября 1960, Рим)[6]

## Семья
Вырастил двоих сыновей и трёх дочерей.